# Valle Morelos
Valle Morelos es una localidad del estado mexicano de Chiapas. Es parte del municipio de Villa Corzo.

## Toponimia
El nombre «Morelos» rinde homenaje a José María Morelos, héroe de la Independencia de México.

## Demografía
| Gráfica de evolución demográfica |
|                                  |

| Censo | Población |
| ----- | --------- |
| 1940  | 313       |
| 1950  | 370       |
| 1960  | 785       |
| 1970  | 1 133     |
| 1980  | 1 467     |
| 1990  | 2 439     |
| 2000  | 2 861     |
| 2010  | 3 328     |
| 2020  | 3 637     |